# 列奥尼达在温泉关
《列奥尼达在温泉关》（Leonidas at Thermopylae）是法国艺术家雅克-路易·大卫的一幅油画作品，现在收藏在巴黎的卢浮宫。这是一幅宏伟的作品（3.95 米 × 5.31 米），大卫完成它用了15年时间，从1799年至1803年，在1813–1814年，才完成这件作品。1819年11月，法国国王路易十八以10万法郎，买下《列奥尼达在温泉关》和《萨宾妇女的干预》。这件作品描绘斯巴达国王列奥尼达一世在温泉关战役前夕。大卫的学生乔治·鲁日特参与了合作。